# La Tasajera, San Ignacio
La Tasajera är en ort i Mexiko.   Den ligger i kommunen San Ignacio och delstaten Sinaloa, i den centrala delen av landet, 900 km nordväst om huvudstaden Mexico City. La Tasajera ligger 192 meter över havet och antalet invånare är 103.
Terrängen runt La Tasajera är kuperad norrut, men söderut är den platt. Runt La Tasajera är det mycket glesbefolkat, med 4 invånare per kvadratkilometer. Närmaste större samhälle är La Sábila, 12,3 km söder om La Tasajera. I omgivningarna runt La Tasajera växer i huvudsak lövfällande lövskog.